# Галина Лукашенко
Галина Родионовна Лукашенко (на беларуски: Галіна Радзівонаўна Лукашэнка) е настоящата първа дама на Република Беларус, съпруга на първия президент на републиката Александър Григориевич Лукашенко.

## Биография
Родена е през 1955 г. Преди женитбата си носи моминското име Жалнерович (Жаўняровіч). Със съпруга си се запознава в горните класове на средното училище. Женят се през 1977 г. Завършва историческия факултет на Могильовския педагогически институт.
Имат 2 сина – Виктор и Дмитрий, които понастоящем заемат високи управленски длъжности в републиката. Семейството се премества от Могильов в Рижковичи – понастоящем предградие на град Шклов, за да се отрази по-благоприятно климатът на тежката болест на първия им син.
По-късно съпругът ѝ Александър Лукашенко е избран за депутат и пътува често до Минск. Когато през 1994 година става президент на Беларус, тя решава да остане с домашния любимец – немската овчарка Балу, в тяхната „здрава, но най-обикновена тухлена къща“ в предградието Рижковичи. Това имущество е общо за семейната двойка и съгласно имуществените данни на президента е единствената негова (движима и недвижима) собственост.
Галина Лукашенко работи от 1998 г. като главен специалист по оздравяване и санитарно-курортно лечение. Често бива посещавана и молена от непознати да предава писмата им с жалби до президента.